# Macaria multilineata
Macaria multilineata là một loài bướm đêm trong họ Geometridae.